# Jevgenij Dulejev
Jevgenij Vasiljevitj Dulejev (på russisk: Евгений Васильевич Дулеев) (født 5. april 1956 i Moskva, Sovjetunionen) er en russisk tidligere roer.
Dulejev vandt sølv i dobbeltfirer for Sovjetunionen ved OL 1976 i Montreal. Bådens øvrige besætning var Jurij Jakimov, Aivars Lazdenieks og Vytautas Butkus. Den sovjetiske båd blev i finalen besejret af Østtyskland, mens Tjekkoslovakiet tog bronzemedaljerne. Han deltog også ved OL 1980 i Montreal, hvor han blev nr. 5 i den sovjetiske dobbeltsculler.
Dulejev vandt desuden en VM-bronzemedaljer i dobbeltfirer ved henholdsvis VM 1975 i Schweiz og VM 1977 i Storbritannien.

## OL-medaljer
- 1976:  Sølv i dobbeltfirer